# Ninive kormányzóság

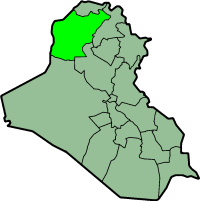
Ninive kormányzóság elhelyezkedése Irakban

Ninive kormányzóság (arab betűkkel محافظة نينوى [Muḥāfaẓat Nīnawā]) Irak 18 kormányzóságának egyike az ország északnyugati részén. Északon a kurdisztáni Dahúk, keleten a szintén kurd Erbíl, délkeleten Szaláh ed-Dín, délen Anbár kormányzóság, nyugaton pedig Szíria határolja. Székhelye Moszul városa.

## Fordítás
Ez a szócikk részben vagy egészben  a(z)   نينوى (محافظة) című arab Wikipédia-szócikk fordításán alapul.  Az eredeti cikk szerkesztőit annak laptörténete sorolja fel. Ez a jelzés csupán a megfogalmazás eredetét és a szerzői jogokat jelzi, nem szolgál a cikkben szereplő információk forrásmegjelöléseként.